# Bortom tid och rum
Bortom tid och rum är en svensk låt från 2004, skriven av Lotta Ahlin, Tommy Lydell och Kent Olsson, och utgiven på singel samma år. på gruppens album En annan tid, också från 2004.
Låten spelades in av Nina & Kim, och placerade sig som bäst på andra plats på den svenska singellistan.
Melodin låg på Svensktoppen i fyra veckor. innan den lämnade listan.

## Listplaceringar
| Lista (2004) | Topplacering |
| ------------ | ------------ |
| Sverige      | 2            |